# Mario (chanteur)
 (août 2019).
Pour les articles homonymes, voir Mario.
Mario, né le 27 août 1986[source secondaire souhaitée] à Baltimore, dans le Maryland (États-Unis), est un acteur et chanteur de R'n'B américain. 
Connu principalement pour ses singles Just a friend 2002 (2002), Let me love you (2004) et Ooh baby (2009).

## Biographie
Mario Dewar Barrett a grandi et a été élevé à Baltimore par sa grand-mère. En effet, sa maman qui eut de très graves problèmes d'alcool et de consommation de drogues et stupéfiants ne put s'occuper convenablement de son fils même si elle en avait toujours la garde. Vivant dans l'une des villes américaines les plus dangereuses en termes de criminalité et de trafics illégaux en tous genres, Mario tombe vite dans l'univers des gangs. Il s'en sort grâce à son talent de chanteur et s'inscrit dans la troupe musicale de son lycée et apprend à jouer du piano. Troy Patterson, un producteur de rnb, le découvre lors d'une représentation avec son lycée et lui propose de devenir son manager alors qu'il n'a que 11 ans. Trois ans plus tard, il signe un contrat avec l'écurie J Records de Clive Davis et commence à travailler sur son premier album avec l'aide d'Alicia Keys entre autres qui lui écrit quelques chansons. Son premier single sera la reprise de Stevie Wonder You and I pour la bande originale du film Dr. Dolittle 2 qu'il inclura aussi dans son album. Grâce notamment au single Just a Friend, une reprise du rappeur Biz Markie, l'album (sorti en 2002) marchera très bien au niveau des ventes. Il revient deux ans plus tard, en 2004, pour son second album (Turning Point) avec un nouveau look et surtout une voix qui a mué. Ses textes sont beaucoup plus matures et sensuels et sa musique plus approfondie. Le premier single Let Me Love You produit par Scott Storch atteint la première place des charts hip hop et rnb américains et arrive même jusqu'en France ou une version « française » sera enregistrée avec Amel Bent. La porte du cinéma s'ouvre aussi pour lui avec 2 films tournés en 2006 (Sexy Dance et Écrire pour exister avec Hilary Swank). À la fin de 2007, il revient pour son 3e album intitulé Go! et où une pléiade de producteurs et de chanteurs stars comme Ne-Yo, Jermaine Dupri, Scott Storch, Alicia Keys, The Neptunes, Timbaland et Akon sont à l'affiche.
En 2008 il participe à l'émission Dancing with the Stars.

## Paradise Cove
Après l'échec de son dernier album (DNA), Mario retourne en studio avec Rico Love pour faire un album en commun qui sera finalement annulé. En 2011 il lance deux singles My Bed et The Walls featuring Fabolous qui se sont soldés par des échecs. En 2013 il revient avec un nouveau single Somebody Else featuring Nicki Minaj suivi de LSD et Fatal Distraction avant de décider de quitter son label (Rcarecords) pour se lancer en indépendant .
Il commence chez Rivers Media Group avec lequel il sort le single Fireball avant de rejoindre Hollywood production Group de son ex manager Prince Fred. En même temps il signe chez H brand de Derek Jackson pour sortir son opus Never To Late produit exclusivement par Scott Storch qui ne sortira finalement pas malgré la sortie du single Forever feat Rick Ross. Le 6 mai 2016 il sort le single I Need More  de son prochain album Paradise Cove via son nouveau label Newcitizen LLC.

## Discographie
- Mario (2002) (Certifié Gold)
- Turning Point (2004) (Certifié Platine)
- Go ! (2007)
- D.N.A. (2009)
- Paradise Cove (2016)
- Dancing Shadows (2018)
- Closer to Mars (2020)
- Glad your Came  (2024)

## Filmographie
- Rent (2019)
- Sexy Dance (2006)
- Écrire pour exister (2006)
- Uncle P (2005)
- Empire (série) (2018)